# Heterangaeus laticinctus
Heterangaeus laticinctus är en tvåvingeart som beskrevs av Alexander 1931. Heterangaeus laticinctus ingår i släktet Heterangaeus och familjen hårögonharkrankar. Inga underarter finns listade i Catalogue of Life.